# Ginnastica aerobica ai Giochi mondiali 2022 - Trio
La gara del trio di ginnastica aerobica ai Giochi mondiali 2022 si è svolta il 13 luglio 2022 a Birmingham.

## Risultati

### Qualificazioni
| Rank | Nazione  | Composizione Artistica | Esecuzione | Difficoltà | Penalità | Totale | Note |
| ---- | -------- | ---------------------- | ---------- | ---------- | -------- | ------ | ---- |
| 1    | Ungheria | 9.300                  | 8.400      | 3.277      | -0.000   | 20.977 | Q    |
| 2    | Italia   | 8.950                  | 8.250      | 3.333      | -0.000   | 20.533 | Q    |
| 3    | Romania  | 8.800                  | 8.100      | 3.388      | -0.000   | 20.288 | Q    |
| 4    | Francia  | 8.750                  | 8.000      | 2.823      | -0.000   | 19.573 | Q    |
| 5    | Bulgaria | 8.800                  | 7.600      | 2.944      | -0.000   | 19.344 | R    |
| 6    | Ucraina  | 8.300                  | 7.700      | 2.444      | -0.000   | 18.444 | R    |

### Finale
| Rank | Nazione  | Composizione Artistica | Esecuzione | Difficoltà | Penalità | Totale | Note |
| ---- | -------- | ---------------------- | ---------- | ---------- | -------- | ------ | ---- |
| 1    | Ungheria | 9.250                  | 8.450      | 3.277      | -0.000   | 20.977 |      |
| 2    | Italia   | 9.000                  | 8.250      | 3.333      | -0.000   | 20.583 |      |
| 3    | Romania  | 8.850                  | 8.050      | 3.388      | -0.000   | 20.288 |      |
| 4    | Francia  | 8.650                  | 8.050      | 3.352      | -0.000   | 20.052 |      |